# Filozofia krytyczna (pojęcie)
Filozofia krytyczna – rozległy projekt badawczo-filozoficzny podjęty przez Immanuela Kanta w tzw. okresie krytycznym rozwoju jego filozofii teoretycznej, a zrealizowany przede wszystkim w trzech pismach krytycznych – Krytyce czystego rozumu, Krytyce praktycznego rozumu i Krytyce władzy sądzenia, mający na celu krytyczną analizę władzy poznania. Sam termin „filozofia krytyczna”, podobnie jak terminy „krytycyzm”, „transcendentalizm”, „idealizm transcendentalny”, „idealizm krytyczny” czy „filozofia transcendentalna”, stał się także określeniem filozofii Immanuela Kanta i jego kontynuatorów – kantystów (w tym zwłaszcza idealistów klasycznych, szczególnie zaś Fichtego) – jako nurtu filozoficznego, czy też jako przedsięwzięcia kontynuującego kantowskie. Sam Kant posługiwał się przy tym jednak przeważnie określeniami „filozofia krytyczna” i „idealizm transcendentalny”, rzadziej „idealizm krytyczny”. Filozofia krytyczna stanowić ma wypełnienie przez Kanta jego rozumienia Oświecenia jako epoki krytyki. Krytyka ta ma mieć charakter wszechobejmujący i dokonać ma się za pomocą rozumu: „testowi rozumu” poddane mają być także sfery uważane dotąd nieraz za nieobejmowalne nimi, religia i sfera polityczno-prawna. Przede wszystkim zaś, co stanowi o specyfice projektu filozofii krytycznej, krytyce takiej poddany zostać ma ten sam czysty rozum, za pomocą którego krytykę tę się przeprowadza. Rozum ma więc uzyskać samowiedzę: w tym podstawowym zadaniu filozofii krytycznej obecny jest już zarysowo rozwój idealizmu transcendentalnego, gdzie Rozum pełni funkcje analogiczne do Ducha w filozofii Hegla.

## Filozofia krytyczna a filozofia przedkrytyczna
Filozofia krytyczna Immanuela Kanta to nie tylko jego projekt badawczy, ale też wyróżniony przez niego samego moment w dziejach myśli, przeciwstawiający się:
1. Jako okres krytyczny w myśli Kanta poprzedzającej go filozofii przedkrytycznej rozumianej jako etap jego własnej myśli (nazywany „okresem przedkrytycznym”). Filozofia przedkrytyczna Kanta w tym sensie (w odróżnieniu od sensu podanego niżej) nie została jako filozofia przedkrytyczna wyodrębniona przez niego samego, ale przez badaczy późniejszych, w związku z poglądami wyrażonymi przez niego w korpusie pism przedkrytycznych. Filozofia przedkrytyczna Kanta (w odróżnieniu od filozofii przedkrytycznej w sensie podanym niżej) nie zawsze ma jednak charakter niekrytyczny czy dogmatyczny, nie zajmuje się ona bowiem zagadnieniem fundamentów poznania, tj. celem filozofii krytycznej. Z drugiej strony w okresie przedkrytycznym widoczne są już niekiedy pewne zalążki filozofii krytycznej, zwłaszcza w Wykładzie Inauguracynym z 1770. W związku z tym jako datę rozpoczęcia projektu filozofii krytycznej podaje się tak 1770 rok (Wykład Inauguracyjny i początek okresu, kiedy Kant pisał Krytykę czystego rozumu), jak i 1781 rok (pierwsze wydanie Krytyki czystego rozumu).
2. Jako filozofia krytyczna zakładany i realizowany przez Kanta i jego następców etap rozwoju myśli filozoficznej w ogóle, przeciwstawiający się filozofii przedkrytycznej jako etapowi w rozwoju myśli filozoficznej w ogóle, a obejmującemu całość myśli filozoficznej przed okresem krytycznym w myśli Kanta. Filozofia przedkrytyczna rozpada się według Kanta na dwa główne nurty: nurt dogmatyczny, który szczyt swojego rozwoju osiągnął w myśli Leibniza, oraz nurt sceptyczny, który apogeum swojego rozwoju miał osiągnąć w myśli Hume’a. Tak przedstawiona przez Kanta historia filozofii stanowi antecedencję dalszego rozwoju historycznego idealizmu transcendentalnego. Filozofia krytyczna nie tylko jest bowiem przedłużeniem ciągu rozwojowego stanowionego przez dogmatyzm Leibniza i będący jego antytezą sceptycyzm Hume’a, ale też rozpatrywana być musi jako ich synteza. Co więcej, Kant rozważa dogmatyzm i sceptycyzm nie tylko jako przeciwstawne poglądy dotyczące czystego rozumu, ale wprost jako etapy rozwojowe czystego rozumu, z których drugi (sceptycyzm) nazywa cenzurą rozumu[3]. Pierwszy etap rozwoju czystego rozumu i powiązana z nim pierwsza szkoła filozofii przedkrytycznej, historycznie identyfikowany z racjonalizmem leibnizowsko-wolffowskim, przedstawia zasady transcendentne nie uzasadniając ich (w sposób właściwy). Cenzura rozumu, historycznie identyfikowana z myślą Hume’a, „prowadzi do zwątpienia we wszelkie transcendentne używanie zasad”. Filozofia krytyczna jako trzeci etap rozwoju czystego rozumu, stanowiący syntezę i kontynuację poprzednich, poddaje ocenie nie fakty rozumu, ale sam rozum, i nie przypuszcza się w niej o granicach rozumu, lecz dowodzi.

## Pojęcie trybunału krytyki czystego rozumu i jego konstrukcja
Dla zobrazowania projektu krytyki rozumu dokonanej za pomocą rozumu posługuje się Kant zaczerpniętą ze sfery prawniczej metaforą trybunału, którą wybrał nieprzypadkowo. Metaforyka ta obecna jest zarysowo już w samym pojęciu „sądu” czy „zdolności do dojrzałego sądu”, która ma według Kanta cechować epokę Oświecenia (wiek krytyczny). Rozum pełni w przedsięwzięciu krytycznym funkcję pozytywną, konstrukcyjną: nie odrzuca żadnych „dawnych przekonań”, ale aktywnie ustanawia trybunał, którym jest krytyka czystego rozumu. Nie sam rozum, ale dopiero trybunał w postaci krytyki czystego rozumu opierając się na „wiecznych i niezmiennych” prawach umacnia rozum w jego „sprawiedliwych wymaganiach”, odrzuca zaś jego „bezpodstawne uroszczenia”. Oprócz momentu krytycznego („odrzucania”) krytyka czystego rozumu zawiera także moment konstrukcyjny („umacnianie”). Rozum bez ustanowienia trybunału w postaci krytyki czystego rozumu sam Kant porównuje do „stanu natury”, ustanowienie tego trybunału porównywać można więc do umowy społecznej. Rozum w stanie natury nie jest właściwie zdolny do polemiki z samym sobą, to dopiero nowo ustanowiony trybunał krytyki czystego rozumu, jako niezaangażowany w dotychczasowe spory dotyczące bezpośrednio przedmiotów, może określić prawa rozumu nie (jak rozum w stanie natury) za pomocą wojny i bezprawia, ale poprzez konstytucję stanu prawnego. Dotychczasowe spory, przede wszystkim spór dogmatyzmu i sceptycyzmu, w stanie natury rozsądzane były co najwyżej przejściowo, przypadkowo i chwiejnie – dzięki ustanowieniu stanu prawnego zyskuje się natomiast rozsądzający takie spory autorytet, którego (na podobieństwo umowy społecznej) nikt już nie jest w prawie zakwestionować.

## Procedura krytyczna
Krytyka czystego rozumu nie stanowi krytyki poszczególnych przekonań, ale krytykę „samej władzy rozumu w ogóle”. Jeśli posłużyć się metaforą trybunału, to sam rozum jest oskarżonym, który staje przed trybunałem krytyki czystego rozumu. Przebieg krytyki czystego rozumu, proces krytyczny, porównać można zaś do procesu sądowego, mamy więc tu do czynienia ze zdarzeniem o charakterze proceduralnym. W odróżnieniu od krytyki poszczególnych przekonań, procedura krytyczna zmierza do zbadania „zdolności rozumu do wszelkiego czystego poznania a priori”. Proces krytyczny pełni zarazem funkcję propedeutyczną: zmierza do ustanowienia przyszłego systemu zasad, który ma charakter metafizyczny. Procedura krytyczna ma więc charakter filozoficzny (filozofii krytycznej), nie jest jednak metafizyką, dla której jest (podobnie jak nawet dla wiary) jedynie przygotowaniem. Tak rozumiana filozofia krytyczna stanowi więc pewną filozofię, którą jako pewną naukę filozoficzną (ze względu na jej propedeutyczny charakter) odróżnić należy od metafizyki, a jako pewien kierunek filozoficzny – od dogmatyzmu i sceptycyzmu. Jako kierunek filozoficzny od sceptycyzmu i dogmatyzmu (przy czym Kant posługuje się terminem „zarzut”) odróżnia filozofię krytyczną to, że „zarówno więc zarzut dogmatyczny, jak i sceptyczny muszą udawać, że posiadają tyle względu na swój przedmiot, ile tylko potrzeba, by o nim cokolwiek twierdzić lub przeczyć. Tylko [zarzut] krytyczny jest tego rodzaju, że pokazuje jedynie, iż na poparcie swego twierdzenia przyjmuje się coś, co jest czcze i tylko urojone, obala teorię przez to, że nie usiłując niczego rozstrzygać o własności przedmiotu, odbiera jej to, co się uważa za jej podstawę”. Od pozostałych kierunków filozoficznych odróżnia więc filozofię krytyczną – w najogólniejszym zarysie – to, że nie ustanawia ona teorii o rzeczywistości, ale raczej poddaje procedurze krytycznej wszystkie możliwe teorie o rzeczywistości, włączając w to samą siebie.

## Pojęcie wieku krytycznego i jego dekonstrukcja
Historyczne pojęcie wieku krytycznego (które Kant ustanawia poprzez analizę dotychczasowych porażek metafizyki, w szczególności szczytowego dogmatyzmu i sceptycyzmu, z którymi wiąże się obserwowane przez niego natężenie tendencji krytycznych, w tym wobec religii i państwa) i związany z nim projekt krytyczny spotkały się z oporem następców Kanta – już jego współcześni, Hamann i Herder, odrzucali możliwość ustanowienia trybunału krytycznego tworząc tzw. „metakrytyki”, w których zauważali, że np. krytyka czystego rozumu pomija fundamentalną i całkowitą zależność rozumu od języka. Możliwość ustanowienia takiego trybunału odrzucił przede wszystkim Hegel, według którego rozum nie jest w stanie przeprowadzić krytyki samego siebie. Marks i Nietzsche, m.in. z tego względu nazywani „nauczycielami podejrzliwości”, zajmowali złożone stanowisko wobec filozofii krytycznej: doceniając samą krytykę w jej funkcji negatywnej i krytycznej, przeciwstawiali się obecnej w metaforze trybunału jej funkcji ustanowiennej, legislacyjnej i rozjemczej. Takie ujęcie krytyki przez Nietzschego i Marksa stało się szeroko obecne w filozofii wieku XX, gdzie typowe jest odrzucenie konstrukcyjnej roli krytyki na rzecz jej funkcji emancypacyjnej i dekonstrukcyjnej, wymierzonej przeciw intelektualnemu i instytucjonalnemu dogmatyzmowi. Tego rodzaju ujęcie filozofii krytycznej bywa nazywane teorią krytyczną.